# Business Process Modeling Language
Die Business Process Modeling Language (BPML) ist eine XML-basierte plattformunabhängige Metasprache zur Beschreibung von Geschäftsprozessmodellen. Mit BPML können auch in WSDL beschriebene Web Services zu Geschäftsprozessen verknüpft werden. BPML-Code kann in Business Process Management Software (BPMS)-Systeme eingegeben und direkt implementiert werden. Die BPML wurde von der Business Process Execution Language (BPEL) abgelöst und 2008 von der BPMN-Sprache vollständig ersetzt. Eine grafische Repräsentation der Prozesse ist mit der BPMN-Sprache möglich.
Eine Eigenschaft von BPML ist die Definition von echten Unterprozessen und Transaktionen.

## Geschichte
- Der erste Entwurf wurde von der Business Process Management Initiative (BPMI) am 8. März 2001 vorgestellt.
- Um BPML von konkurrierenden Sprachen wie BPEL oder XPDL abzusetzen, hat sich die BPMI im Juni 2005 mit der OMG (Object Management Group) zusammengeschlossen. Die neue Arbeitsgruppe unter dem Dach der OMG heißt Business Modeling & Integration Domain Task Force (BMI DTF). Die BPML wurde zusammen mit BPMN Teil des OMG-MDA-Modeling-Stack.
- Die aktuelle Version der BPML ist 2.0 vom März 2011.

## Anwendung
Die BPML wurde als vollständige Sprache entwickelt, mit welcher man alle Teile eines Geschäftsprozesses skizzieren kann. Modelliert wurden diese Prozesse sowohl als Blockdiagrame auf hoher Ebene als auch als XML-Standardcode. Dadurch war es möglich für Programmierer, Führungskräfte und Business-Analysten die Prozesse zu verstehen und daran gemeinsam mitzuarbeiten. BPML wird verwendet, um Geschäftsprozesse oder Web Services zu definieren. Aktivitäten in BPML sind entweder einfache oder komplexe Funktionen. Einfache Aktivitäten wie Zuweisen, Anrufen oder Weiterleiten führen eine einzelne Funktion aus. Komplexe Funktionen wie Tauschen oder Reihenfolge bestehen aus mehreren einfachen Aktivitäten.